# Павел Голянський
Павел Голянський (пол. Paweł Golański, нар. 12 жовтня 1982, Лодзь) — польський футболіст, що грав на позиції захисника. Відомий за виступами в низці польських та закордонних клубів, зокрема ЛКС (Лодзь), «Корона» (Кельці) та «Стяуа», а також у складі національної збірної Польщі. Грав також у низці польських клубів пляжного футболу.

## Клубна кар'єра
Павел Голянський народився у 1982 році в Лодзі, та є вихованцем футбольної школи місцевого клубу ЛКС. У дорослому футболі дебютував 2000 року у складі цієї ж команди. У 2003 році нетривалий час перебував у оренді в клубі «Легія», проте не зіграв у складі варшавського клубу жодного матчу, після чого повернувся до рідного клубу, в якому грав до 2005 року.
У 2005 році Голянський став гравцем клубу «Корона» (Кельці), з яким у 2007 році став фіналістом Кубка Польщі.
У 2007 році Павел Голянський став гравцем румунського клубу «Стяуа». У складі бухарестської команди польський футболіст відразу ж став гравцем основного складу, кілька разів ставав призером чемпіонату Румунії, грав у складі команди в груповому турнірі Ліги чемпіонів.
У 2010 році Голянський повернувся на батьківщину, де знову став гравцем команди «Корона», в якій грав до 2015 року з нетривалою орендою до свого рідного клубу ЛКС у 2011 році. У 2015 році польський футболіст знову грав у Румунії, цього разу за клуб «Тиргу-Муреш». Після повернення на батьківщину в 2016 році Голянський грав у складі команди «Гурник» (Забже). У 2017 році футболіст перейшов до команди «Хойнічанка», у складі якої в цьому році завершив виступи на футбольних полях. У 2017—2019 роках Павел Голянський грав за команду з пляжного футболу «Біч Соккер Клуб Коко» з Лодзі.

## Виступи за збірну
У 2001 році Павел Голянський у складі юнацької збірної Польщі віком до 18 років став чемпіоном Європи.
2006 року Голянський дебютував у складі національної збірної Польщі. У складі збірної був учасником чемпіонату Європи 2008 року в Австрії та Швейцарії. У складі збірної футболіст грав до 2009 року, загалом протягом кар'єри в національній команді провів у її формі 14 матчів, забивши 1 гол.

## Кар'єра спортивного агента і тренера
Ще до завершення виступів Павел Голянський заснував футбольну школу «Gol Academy Szkółka Piłkarska», після завершення виступів став футбольним агентом, співпрацював із компанією «INN Football». У 2021 році повідомлено, що Голянський став спортивним директором свого колишнього клубу «Корона» (Кельці).

## Титули і досягнення
- Чемпіон Європи серед юнаків (U-18): 2001